# Maelé
Martiniano Abaga Elé Ndoho lepiej znany jako Maelé (ur. 5 lipca 1958, zm. 1 grudnia 2017) – piosenkarz i polityk z Gwinei Równikowej.
Urodził się w Bacie w zachodniej części kraju. Pochodził z grupy etnicznej Fang. Karierę muzyczną rozpoczął w 1976. Zdecydowana większość jego utworów została napisana w jego języku etnicznym, co stanowi pewien wyjątek w zdominowanym przez języki napływowe krajobrazie kulturalnym kraju. Do jego pierwszych sukcesów zaliczyć można Make mayi papá Mañe Ela, Maelé, ñongma, Evom nguan, Awom bindeglé oraz Cuna de la Revolución. Znaczny rozgłos oraz zwycięstwo na festiwalu muzycznym w Bacie w 1977 przyniósł mu utwór Wa ñeb a Edjoé, papá Mesié Nguema Biyogo wychwalający rządzącego krajem dyktatora Francisco Macíasa Nguemę. Jego pozycję ugruntowały nagrane niedługo później piosenki Amigo oraz Bekuiñ balogh otong, często goszczące na antenach falach zarówno Radio Bata jak i Radia Malabo, rozgłośni z dwóch największych miast kraju. Maelé zaczął również zdobywać popularność w krajach ościennych, przede wszystkim w Kamerunie i Gabonie.
W 1978 reprezentował Gwineę Równikową na XI Światowym Festiwalu Młodzieży i Studentów w Hawanie. Zainspirowany tym wydarzeniem, po powrocie do kraju stworzył poświęcony Kubie utwór Edjam bingayen à Cuba. W 1983 wyjechał do Francji by nagrać swój pierwszy longplay Evom Nguan. Album, zawierający między innymi takie utwory jak Andeme Ela, Bong ye czy Kie-Ntem y Ayong był wielkim sukcesem. 
Na początku lat 90. opublikował piosenkę Engóng, w której krytykował politykę prezydenta Nguemy Mbasogo. Wkrótce potem opuścił kraj i w 1991 osiadł w Madrycie. Nawiązał kontakt z emigracyjnymi ośrodkami opozycji, odmówił jednak zaangażowania się w aktywność polityczną. Podczas podróży do Gabonu w tym samym roku padł ofiarą zamachu. Wskazuje się, iż za incydentem stały gwinejskie władze.
Maelé powrócił do kraju w połowie lat 90. Zaangażował się w działalność rządzącej Partii Demokratycznej (PDGE), został mianowany delegatem ministra kultury w Bacie, następnie zaś szefem struktur partii w tym samym regionie. Jego utwory zmieniły wydźwięk i zaczęły wychwalać obóz rządzący (np. PDGE ane nkobo nfé). W 2012 został wszedł w skład Rady Narodowej PDGE. Rok później, w związku z pogarszającym się stanem zdrowia przeniósł się do Madrytu. Koszty jego leczenia pokrywał gwinejski rząd. Muzyk natomiast pozostawał w bliskim kontakcie z ambasador Gwinei Równikowej w Hiszpanii, Purificación Angue Ondo.
Zmarł w Madrycie. Jest uznawany za jedną z najważniejszych postaci w historii gwinejskiej muzyki rockowej.